# 噂の娘
『噂の娘』（うわさのむすめ）は、1935年に公開された成瀬巳喜男監督の日本映画。

## あらすじ
健吉は東京で酒屋「灘屋」を営んでいたが、事業はあまりうまくいっていない。 
彼は男やもめで、あまり似ていない2人の娘がいる。
妹の紀美子は、洋服を着ていて気楽で今の風習に反抗している。
彼女はそれを無視するが、健吉にはお葉という愛人がいる。
姉の邦江は、伝統的な服を着ていて恥ずかしがり屋で古風。
彼女は父親が店を維持するのを手伝い、彼女の求婚者が実際には紀美子に惹かれていることを知らずに、
叔父が手配した見合いを受け入れる。 
彼女はまた、お葉が父親と一緒に住むことを望んでいた。
健吉は本当の母親の身元を紀美子に明かした。

## スタッフ
- 監督 : 成瀬巳喜男[1]
- 脚本 : 成瀬巳喜男[1]
- 撮影 : 鈴木博[1]
- 美術 : 山崎醇之輔[3]
- 編集 : 岩下廣一[4][2]
- 音楽 : 伊藤昇[1]

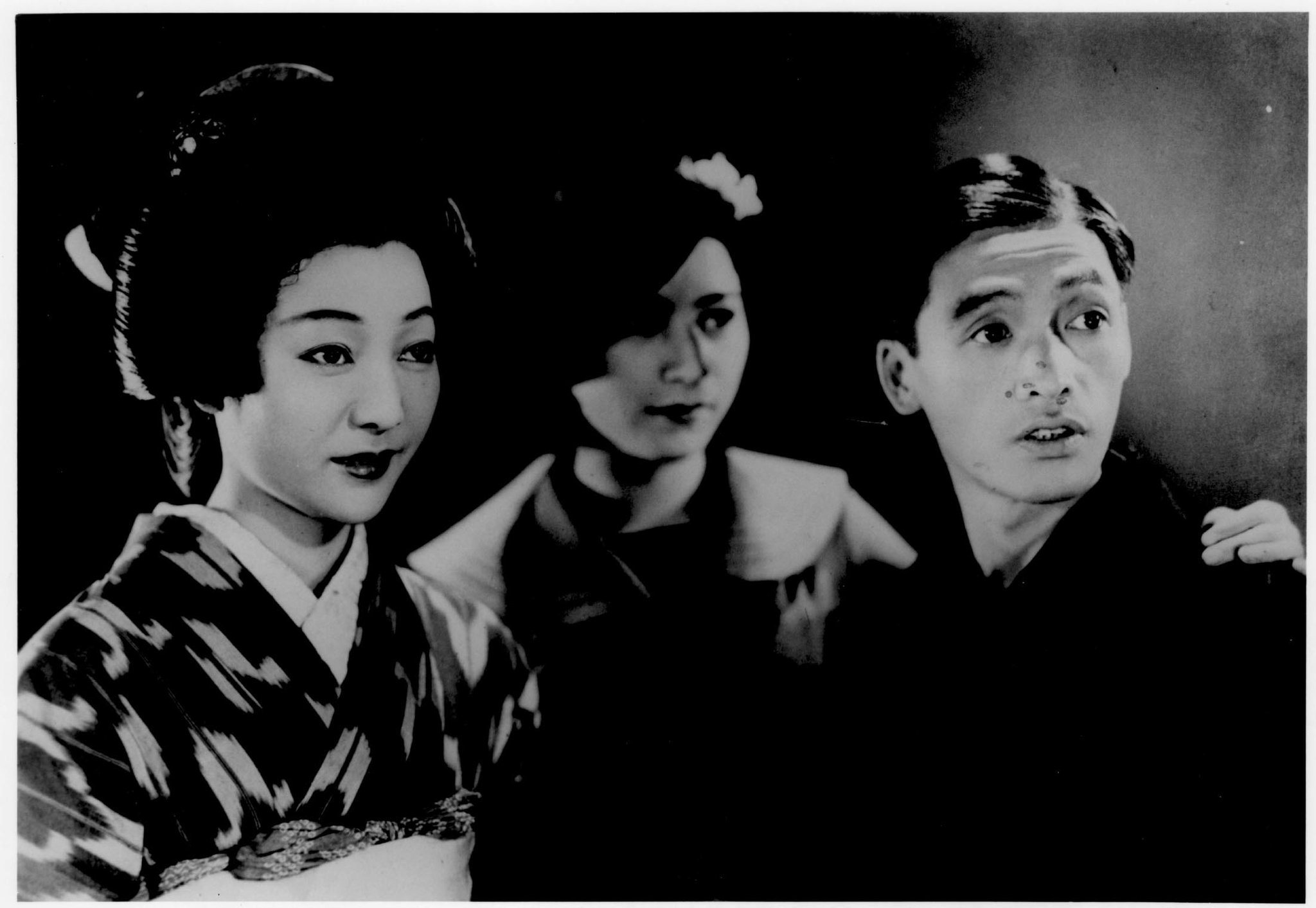
左から千葉早智子、梅園龍子、藤原釜足

- 演奏 : P.C.L.管絃楽團[2]
- 録音 : 寫眞化学研究所[2]、道源勇二[5][4]

## キャスト
- 千葉早智子 : 邦江[3]
- 梅園龍子 : 紀美子[3], 妹
- 御橋公 : 健吉[3], 邦江と紀美子の父
- 汐見洋 : 啓作[3], 祖父
- 藤原釜足 : 叔父[3]
- 伊藤智子 : お葉[3], 健吉の愛人
- 大川平八郎 : 新太郎[3]
- 三島雅夫[4] : 山本理髪店[2]の主人
- 滝沢修 : 理髪店の客[2]

## 受賞歴
- 1935年度 第12回キネマ旬報賞
  - 日本映画ベスト・テン8位　『噂の娘』（成瀬巳喜男監督）[6]